# 石岭镇 (四平市)
石岭镇，是中华人民共和国吉林省四平市铁东区下辖的一个乡镇级行政单位。

## 行政区划
石岭镇下辖以下地区：
哈福社区、二龙社区、河东社区、河西社区、石河村、塔子沟村、哈福村、磨盘沟村、郭家村、梨树沟村、耿老村、云盘沟村、石岭村、十里堡村、姜家洼子村、小孤家子村、佘家村、赵家沟村、二龙山村、大孤家村和王家沟村。